# Discovery Familia
Discovery Familia (anteriormente estilizado como DFamilia) é um canal de televisão em espanhol voltado para famílias americanas, operado pela Warner Bros. Discovery. A rede foi lançada em 9 de agosto de 2007.
O canal exibe uma programação destinada à pré-escola, com conteúdos para crianças e família.
Em fevereiro de 2015, aproximadamente 5,8 milhões de lares americanos (5% dos lares com televisão) recebiam o Discovery Familia.

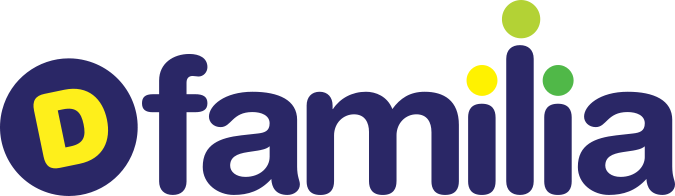
Antiga logo do canal.